# Wincenty Wierzchowiecki
Wincenty Wierzchowiecki (ur. 12 kwietnia 1875 w Stanisławowie, zm. 31 lipca 1942 w Jałowęsach) – ziemianin, właściciel majątku Zakrzewo i Stefanowo.

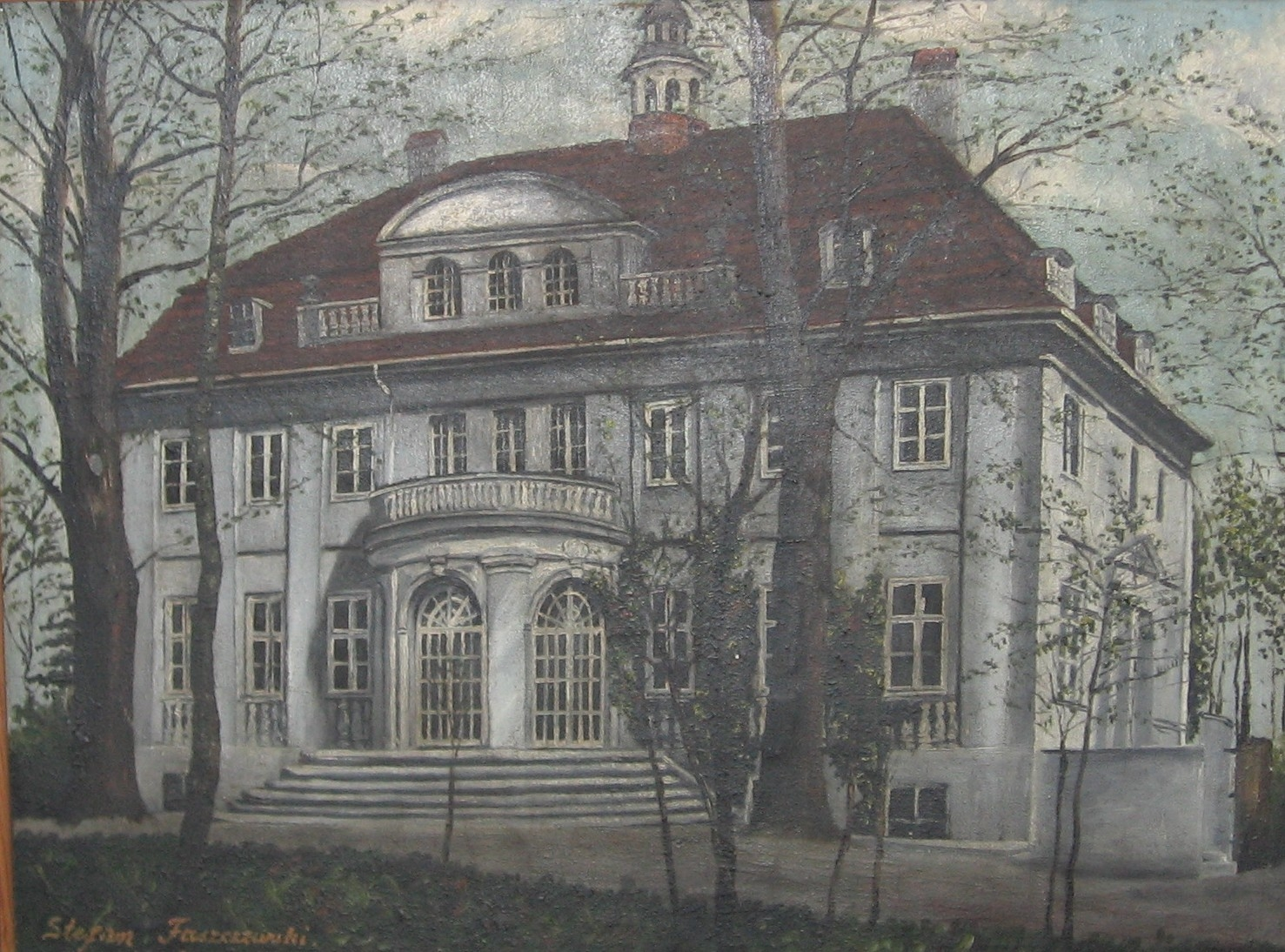
Pałac Wierzchowieckich w Zakrzewie ok. 1920 r.

## Życiorys
Urodził się w rodzinie Piotra Wierzchowieckiego (1835–1922) i Antoniny z Siudzińskich (1850–1929). Był właścicielem ziemskim i udziałowcem przedsiębiorstw wielkopolskich. Gospodarkę rolną uznawał za zasadniczą działalność rodzinną i narodową. Po I wojnie światowej, jako właściciel majątku ziemskiego Zakrzewo i folwarku Stefanowo, wprowadził unowocześnienia w produkcji rolnej, wdrażając jednocześnie wzorową organizację pracy w swoich dobrach. 
Był koordynatorem akcji społecznych w terenie, m.in. zbiórki FON na zakup broni dla polskiej armii w 1938 r. Był fundatorem i patronem kościoła parafialnego w Zbąszyniu. Sprawował funkcje samorządowe. Był m.in. wójtem gminy w Zbąszyniu. 
Gdy jesienią 1938 r. Niemcy deportowali (w ramach akcji Polenaktion) ok. 8000 obywateli polskich (posiadających polskie paszporty) wyznania mojżeszowego, pośpieszył żydowskim wygnańcom z pomocą, dając im do dyspozycji pomieszczenia w swoim majątku ziemskim w Stefanowie, a następnie wspierał ich materialnie i finansowo
Wysiedlony w czasie okupacji niemieckiej do Generalnego Gubernatorstwa, zmarł w Jałowęsach w 1942 roku. Pochowany został na cmentarzu w Opatowie.
Z małżeństwa z Władysławą Deplewską (1879–1945) miał ośmioro dzieci.

## Ordery i odznaczenia
- Srebrny Krzyż Zasługi (22 maja 1937)[5]